# Arrasando
Arrasando es el sexto álbum de estudio de la cantante mexicana Thalía, publicado el 25 de abril de 2000 a través de la compañía discográfica EMI Latin. Los productores fueron Emilio Estefan, Roberto Blades Kike Santander y Thalía, esta última quien además colaboró en la escritura de ocho de las canciones. El material fue grabado en el Crescent Moon Studios de Miami, Florida. Asimismo, esta fue la tercera vez que colaboró con el productor discográfico Emilio Estefan, quien había impulsado su carrera musical a nivel internacional.
 Musicalmente, Arrasando incluye diversos géneros como el pop latino, dance pop, techno y house, hasta world, banda y rap, entre otros.
Luego de su último álbum en la década de 1990, Amor a la mexicana (1997), con el cual ofreció recitales en Alemania, Francia, Brasil, Estados Unidos, Colombia, Puerto Rico y Filipinas entre muchos países, Thalía se embarcó momentáneamente en la actuación con la telenovela Rosalinda (1999) y la película Mambo Café (1999). Esto motivó que se tardara casi un año para componer alguna de las canciones del disco.
Para promocionar el álbum, Thalía, durante el 2000 y 2001, realizó presentaciones en diferentes medios de comunicación y festivales en Europa Oriental, América y algunas partes de Asia y África. Arrasando recibió en su mayoría comentarios positivos de parte de los críticos. Ha sido certificado en los Estados Unidos con doble disco de platino por la Recording Industry Association of America (RIAA) En México fue certificado por un disco platino por Amprofon y recibió otros discos de Oro en diversos países del resto de América, Europa y Asia, además de recibir varios premios y nominaciones entre los que destaca el Grammy Latino, Lo Nuestro, Billboard Music Video y los Billboard a la música latina entre otros. De las doce canciones del álbum, se publicaron cinco sencillos entre 2000 y 2001: «Entre el mar y una estrella», «Regresa a mí», «Arrasando», «Reencarnación» y «Rosalinda» que alcanzaron diferentes posiciones en varias listas musicales internacionalmente, incluyendo algunas en el Billboard. Desde su debut, se estima que el álbum vendió más de 5 millones de copias a nivel mundial.

## Antecedentes y desarrollo
Tras tres años sin publicar un material discográfico, y luego de una agitada promoción con el disco Amor a la mexicana entre 1997 y 1998 en diferentes partes del mundo, y de las grabaciones en 1999 de su telenovela Rosalinda y la película Mambo Café, Thalía comenzó a escribir alguno de los temas del disco. Al respecto, Rosario Valeriano, gerente de prensa de EMI México, comentó que «Thalía quiso preparar un producto de calidad, por lo que tardó casi un año en dejar listos cada uno de los temas que se incluyen en el disco» y añadió que había valido la pena la espera. Mientras tanto, Estefan dijo haber estado feliz al colaborar nuevamente con Thalía, y confió mucho en ella en lo que concierne a la composición de algunos temas. A su vez, la cantante comentó que «Emilio [Estefan] es como un hermano; somos amigos, pero tenemos hermandad; es una persona muy alegre y a mí me gusta rodearme de personas alegres».
Cabe añadir que en una entrevista llevada a cabo en Chile en el año 2001, Thalía comentó que, en el proceso de grabación, «participé en cada detalle; elegí los temas, escribí las letras y me ocupé de los arreglos musicales y [de] el diseño de la portada. Es como una radiografía personal». También añadió «lo hermoso que fue para ella grabar el álbum y su resultado superó por completo todas [sus] expectativas». Sobre la elección del título del álbum, la también actriz aseguró que «el 2000 representa un reto, que no sólo hay que superar, hay que arrasar».

## Producción y presentación
Arrasando es el sexto álbum de estudio de Thalía, el cual combina géneros musicales desde el pop, banda, hasta dance pop, house, synth pop y rap, entre muchos otros. La cantante expresó al respecto: «Mi música siempre ha sido pop latino, pero este disco tiene un sonido dance, un poquito de rap y R&B, de tal forma que hace un círculo perfecto».
Durante el foro «Música latina, la experiencia global» llevado a cabo en México a inicios del 2000, el presidente de EMI Latin, José Behar señaló: «Para este año [2000] tendremos muchos lanzamientos, pero nuestra prioridad es el disco de Thalía. [...] La disquera apostará todo por el nuevo disco de la cantante y actriz». Por su parte, en la presentación del disco, Thalía comentó: «[...] Mi compromiso actual es con la música. [...Arrasando] es mi primer disco, mi gran compromiso». Cabe añadir que tras la publicación de esta producción, Thalía decidió apartarse de las telenovelas y dedicarse completamente a la música.

### Promoción

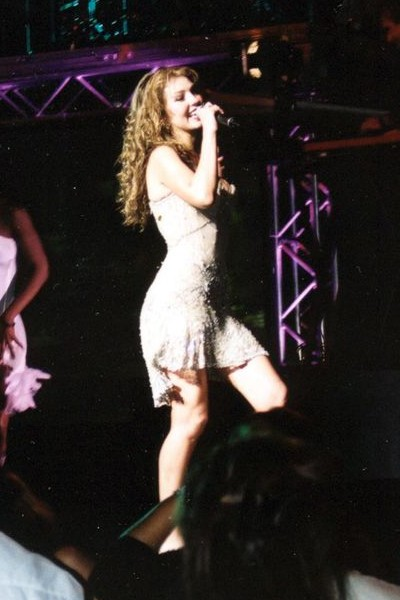
Thalía en 2004 durante la realización de su gira High Voltage Tour

Rosario Valeriano comentó que la cantante iniciaría una gira promocional entre Argentina y España. Finalmente, Thalía realizó una gira promocional llevada a cabo en Europa Oriental, Asia, África y América con el fin de promocionar el disco. En 2000, por ejemplo, se presentó en Chile en el programa Viva el lunes y en la Feria del Disco ubicado en Mall Plaza Vespucio. Al mes siguiente de su publicación en Estados Unidos, Thalía se presentó en la Casa Blanca para conmemorar el 5 de mayo. En España lo promocionó en Madrid y en México se presentó a infinidad de programas como por ejemplo Otro rollo. Otros países incluidos en su repertorio de conciertos fueron Turquía, Israel, Polonia, Francia, Italia, Letonia, Bulgaria, Japón, Indonesia, Canadá y Arabia Saudita entre muchos otros. No obstante, la artista hizo una pausa a fines de 2000 y contrajo nupcias con el entonces presidente de la compañía discográfica Sony Music, Tommy Mottola. A la boda asitieron personalidades como Michael Jackson, Julio Iglesias, Jennifer Lopez, Donna Summer, Bruce Springsteen, Robert De Niro, Juan Gabriel, Barbra Streisand, Marc Anthony y Tony Bennett, entre muchos otros; de cierta manera, este evento ayudó a promocionar aún más el álbum, ya que fue noticia en numerosos periódicos y tabloides en todo el mundo.
 Inclusive, Juan Gabriel dedicó exclusivamente un tema para la boda. Cabe añadir que Thalía siguiendo alguno de los conceptos de las presentaciones para promocionar el disco, utilizó un vestido de novia que pesaba más de veinte kilos y tenía una cola de dieciséis metros de largo por lo que generó cierta controversia en los medios. Finalmente, según diferentes medios la boda ascendió a los tres millones de dólares en sus costos para su realización. Para esa época, la cantante aún acostumbraba utilizar durante sus presentaciones largas colas de vestidos —algunas de varios metros de largo— y corpiños excéntricos, aunque en menor medida en comparación de sus anteriores álbumes de la década de 1990.

Referente a la gira promocional Thalía señaló: «Todo el mercado en sí requiere muchísimo del artista, pero al mismo tiempo te da muchas satisfacciones porque el hecho de llegar a países donde no hablan tu propio idioma[,] ves que la gente te interpreta e imita ya sea mímica o gestualmente». Asimismo, cabe añadir que a lo largo de su carrera y puestas en escena, ha interpretado muchos de los temas del disco. En 2004 por ejemplo, durante la apertura de su gira High Voltage Tour —realizada en el Auditorio Nacional de México— cantó los cinco sencillos de la producción en donde incluyó vestuarios excéntricos. La comunidad LGBT asistió al concierto en masa. Durante la promoción de álbum recopilatorio Greatest Hits, la cantante interpretó en el bar Bongo’s de Miami la canción «Arrasando», en donde nuevamente asistió en masa la comunidad LGTB. Para esa presentación, vestía pantalón corto de mezclilla, chaqueta blanca, botas, aretes amarillos y una camiseta en color naranja con tirantes.

## Sencillos
De los cinco sencillos lanzados de Arrasando, cuatro tuvieron vídeos musicales: «Regresa a mí», «Entre el mar y una estrella» y «Arrasando» —dirigidos por Simón Brand— y «Reencarnación» —dirigido por Emilio Estefan—. En los vídeos del disco mezcló diferentes conceptos, en «Arrasando», por ejemplo, luce un look «urbano», mientras que en «Entre el mar y una estrella» luce etéreo y natural; recrea el concepto de la pieza «Papilla estelar» de Remedios Varo. En el vídeo de «Reencarnación», la cantante interpretó a una sirena, india apache, diosa balinesa, reina punk y a ella misma. Al respecto, Ed Grant de la revista Time señaló que los videos de esta producción «la alejaron de la imagen sexual, explícita y extravagante de sus vídeos de la década de 1990».
El primer corte, «Entre el mar y una estrella» se publicó el 28 de marzo de 2000. Se convirtió en la primera canción de la cantante en encabezar tres listas de Billboard: Hot Latin Tracks, Latin Pop Airplay y Latin Tropical/Salsa Airplay; cabe añadir que también entró en el Latin Regional Mexican Airplay posicionándose en el puesto veinticinco. Tras publicar «Entre el mar y una estrella» y el éxito obtenido, la artista comentó durante una entrevista en Miami «que no esperaba que fuera a (arrasar) tan rápido con las listas de popularidad». La artista ha incluido la canción en posteriores años a través de muchas presentaciones en directo, por ejemplo en 2004 en el Gibson Amphitheatre donde Ernesto Lechner de Los Angeles Times describió el show como «extravagante» y la interpretación de la canción como «extrañamente poética».
El segundo sencillo publicado, «Regresa a mí», se ubicó en el número diecinueve y doce de las listas de Billboard Hot Latin Tracks y Latin Pop Airplay respectivamente. El tercer tema, titulado de forma homónima al álbum, es una especie de contestación sobre todos los rumores en torno a ella, incluyendo el mito sobre sus costillas. Se ubicó únicamente en la lista Latin Pop Airplay de Billboard —en el puesto veinticinco— en el número once de las listas en Argentina y al igual que el álbum se posicionó en el puesto siete en Grecia.
«Rosalinda» el cuarto sencillo del álbum fue incluida gracias al éxito que tuvo la producción homónima en muchas partes del mundo como en Oriente Medio o América del Sur. No obstante, el sencillo se ubicó únicamente en el número cuarenta y seis del Hot Latin Tracks, veintitrés en el Latin Pop Airplay y treinta y siete en el Latin Tropical/Salsa Airplay. «Reencarnación» fue el quinto y último sencillo del álbum; se publicó en 2001. Alcanzó el puesto nueve en Argentina, y las posiciones diecisiete y treinta en las listas de Billboard Latin Pop Airplay y Hot Latin Tracks respectivamente. Durante su presentación en vídeo, la artista comentó: «[...] Creo en la reencarnación, la vida es el resultado de lo que hemos estado haciendo en otras existencias». Cabe añadir que para este material, Thalía versionó el tema «Menta y canela» de Pérez Prado y «Pata Pata» de la sudafricana Miriam Makeba.

## Recepción crítica y comercial
El álbum recibió en general críticas buenas. Jason Birchmeier de Allmusic.com lo calificó con tres estrellas y medias de cinco y comentó:

[...] Arrasando consolidó [a Thalía] como una superestrella completa en el 2000, cuando comenzaron a desprenderse sus cinco sencillos principales. El álbum es moderno, muy propio de su época; eso es, justo en el comienzo del milenio, cuando la música de gran intensidad y baile trance se puso de moda en los círculos de moda. La mayoría de Arrasando juega con ese estilo, con su abundancia de sintetizadores y ritmos de baile, así como con sus coros extasiados que parecen alcanzar las estrellas canción tras canción. [...] poniendo Arrasando en perspectiva, difiere claramente tanto de su predecesor (Amor a la mexicana) como de su sucesor (Thalía). Todos se encuentran entre sus mejores trabajos, siendo Arrasando probablemente el más artificioso. Es más aventurero que el racionalizado Thalía, aunque no tan libre como Amor a la mexicana.

Mary Rothman, mánager de Borders Books & Music in Fort Lauderdale, Fla. dijo: «Cada vez que reproducimos el álbum en la tienda, la gente viene al mostrador a pedir información [de él]. [...] Y generalmente es bastante amplia, en cuanto a la edad y raza». Por su parte, Joey Guerra de Amazon elogió el álbum y su producción diciendo que «Thalía y Estefan mezclan salsa, rap, reggae, cumbia, creando una irresistible mezcla». No obstante, Lucero Luna Campos editora del periódico La Prensa de San Diego afirmó que Thalía además «de ser déspota, grosera e insolente, Arrasando ha sido un verdadero fracaso en el mercado y no ha “arrasado” como ella esperaba». David Dorantes del periódico Houston Chronicle en una crítica en 2011 sobre Primera fila: Thalía, otro álbum de la cantante, señaló a Arrasando como un disco mediocre por su pop predecible al contener éxitos radiofónicos como «Arrasando». En líneas generales, diversos medios de comunicación a menudo citan al álbum como uno de los mejores y más exitosos trabajos de Thalía.
Comercialmente, el álbum se posicionó en el número veinte en las listas de Hungría y permaneció durante cinco semanas. En los Estados Unidos alcanzó la posición número cuatro en el Top Latin Albums y veintiséis en el Heatseekers, mientras que en la lista Latin Pop Albums se ubicó en el número uno y permaneció más de cuarenta y dos semanas. En Suiza se ubicó en el número cuarenta y uno durante siete semanas. En Chile, al mes de haberse lanzado, vendió más de 20 000 unidades. En septiembre de 2000, la intérprete viajó a la ciudad de Atenas (Grecia) para recibir la certificaciones obtenidas de Arrasando en ese territorio, en el que incluso la ciudad se bloqueó por dos horas debido a la presencia de miles de sus admiradores en la céntrica plaza Omonia. Según Mónica Meza, gerente internacional de EMI, «Arrasando es un disco con el que Thalía ha ingresado a nuevos mercados [para ella] como Canadá, Suiza, Italia, Portugal y Japón. Es importante mencionar que en Japón es la primera mujer latina que logra ingresar al mercado y vender discos» concluyó. No obstante, en ninguno de estos mercados la cantante logró alcanzar las ventas necesarias para recibir alguna certificación discográfica. Arrasando vendió más de 600 000 copias en junio de 2000, es decir a dos meses de su publicación, mientras que en junio de 2001, ya se habían comercializado cerca de un millón de ejemplares en todo el mundo. El material consiguió ser disco de platino en México a los dos días de su lanzamiento, mientras que en España lo hizo a la semana de su publicación, el álbum es el más vendido por una mexicana en dicho país con cuatro discos de platino hasta el momento. Desde su debut, se estima que el álbum ha vendido más de 1.5 millones de copias en todo el mundo.
Durante una entrevista en 2001, Thalía comentó sobre la recepción de Arrasando: «Es muy excitante el darte cuenta que cada día uno tiene que empezar de cero su carrera y no dormirse en los laureles, ese ha sido mi eterno refrán. Los resultados obtenidos han superado mis expectativas. Siento que estoy en el mejor momento de mi carrera.[...]». Tanto para esa época como en otras anteriores, Thalía era conocida como la cantante mexicana más exitosa en todo el mundo.

## Premios y nominaciones
El material obtuvo varios premios y nominaciones entre el 2000 a 2001. Por citar algunos, en noviembre de 2000 recibió el Globo de Oro a la música hispana al mejor disco femenino. En 2001, Thalía ganó el premio de la estrella por parte de Billboard, en reconocimiento a su trayectoria como cantante y el éxito de Arrasando. Esta fue la primera vez que Billboard entregó dicho galardón, con el fin de reconocer a los artistas latinos que han logrado éxito en el mundo. Durante la recepción del premio de la estrella varios artistas como Julio Iglesias, Juan Luis Guerra y Carlos Vives, elogiaron el éxito sin precedentes que tenía la cantante en el mundo. También recibió dos nominaciones al Grammy Latino de 2001 en las categorías mejor álbum vocal pop femenino y mejor ingeniería de grabación para un álbum, haciéndose acreedor de esta última Cabe destacar que la ceremonia no se pudo llevar a cabo, debido a los atentados del 11 de septiembre. A continuación, alguno de los premios y nominaciones que la producción obtuvo:
| Premio                                       | Categoría                      | Trabajo                       | Receptor | Resultado | Ref.            |
| -------------------------------------------- | ------------------------------ | ----------------------------- | --- | --------- | --------------- |
| Globo de Oro a la música hispana (2000)      | Mejor disco femenino           | Arrasando                     | Thalía | Ganadora  | [ 122 ]         |
| Premios Grammy Latinos (2001)                | Mejor álbum vocal pop femenino | Arrasando                     | Thalía | Nominada  | [ 123 ]         |
| Premios Grammy Latinos (2001)                | Mejor ingeniería               | Arrasando                     | Charles Dye, Eric Schilling, Freddy Piñero Jr., Gordon Chinn, Gustavo Celis, J. C. Ulloa, Javier Garza, Joel Someilan, Marcelo Añez, Mick Guzauski, Robb Williams, Ron Taylor & Sebastian Krys. | Ganadores | [ 124 ] [ 125 ] |
| Premios Billboard de la música latina (2001) | Billboard estrella             | Ella misma                    | Thalía | Ganadora  | [ 126 ]         |
| Billboard Music Video Award (2001)           | Mejor video latino del año     | «Arrasando»                   | Thalía | Nominada  | [ 127 ]         |
| Premios Lo Nuestro (2001)                    | Mejor video                    | «Entre el mar y una estrella» | Thalía | Nominada  | [ 128 ] [ 129 ] |
| Premios Lo Nuestro (2001)                    | Artista pop femenina           | Ella misma                    | Thalía | Nominada  | [ 129 ]         |
| Premios Lo Nuestro (2001)                    | Artista del pueblo             | Ella misma                    | Thalía | Ganadora  | [ 129 ]         |
| Premios MTV (2002)                           | Artista femenina del año       | Ella misma                    | Thalía | Nominada  | [ 130 ]         |

### Posicionamiento en las listas
| Hungría        | Magyar Hanglemezkiadók Szövetsége | 5  |
| Suiza          | Schweizer Hitparade               | 41 |
| Estados Unidos | Top Latin Albums                  | 4  |
| Estados Unidos | Latin Pop Albums                  | 1  |
| Estados Unidos | Heatseekers                       | 26 |
| España         | Top 100 Álbumes                   | 1  |
| México         | México Top 100                    | 1  |

### Certificaciones
| País/continente | Organismo certificador | Certificación              | Simbolización | Ref.                    |
| --------------- | ---------------------- | -------------------------- | ------------- | ----------------------- |
| Estados Unidos  | RIAA                   | Doble disco de platino     | —             | [ 133 ] [ 134 ] [ 22 ]  |
| México          | AMPROFON               | Disco de platino           |               | [ 133 ] [ 134 ] [ 135 ] |
| Eslovaquia      | IFPI                   | Disco de platino           |               | [ 133 ]                 |
| Hungría         | MAHASZ                 | Disco de platino           |               |                         |
| Argentina       | CAPIF                  | Disco de platino           |               | [ 133 ] [ 134 ] [ 136 ] |
| España          | PROMUSICAE             | Cuádruple disco de platino |               | [ 133 ] [ 134 ]         |
| Grecia          | IFPI                   | Disco de Oro               |               | [ 133 ] [ 134 ]         |
| Filipinas       | PARI                   | Disco de platino           |               | [ 133 ] [ 134 ]         |
| Chile           | IFPI                   | Disco de Oro               |               | [ 133 ] [ 134 ]         |
| Uruguay         | CUD                    | Disco de Oro               |               | [ 133 ] [ 134 ]         |
| Venezuela       | AVINPRO                | Disco de Oro               |               | [ 133 ] [ 134 ]         |
| Colombia        | ASINCOL                | Disco de Oro               |               |                         |
| América Central | IFPI                   | Disco de Oro               |               | [ 133 ] [ 134 ]         |

## Lista de canciones
| Edición estándar |                               |                                                 |                                                                 |          |  |
| N.º              | Título                        | Letras                                          | Música                                                          | Duración |  |
| 1.               | «Entre el mar y una estrella» | Marco Flores                                    | Marco Flores                                                    | 3:44     |  |
| 2.               | «Regresa a mí»                | Thalía                                          | Angie Chirino · Emilio Estefan · Lawrence Dermer · Robin Dermer | 4:28     |  |
| 3.               | «Reencarnación»               | Thalía                                          | Lawrence Dermer · Robi Draco Rosa                               | 5:03     |  |
| 4.               | «Arrasando»                   | Thalía                                          | Thalía · Emilio Estefan · Lawrence Dermer · Robin Dermer        | 3:59     |  |
| 5.               | «No hay que llorar»           | Thalía                                          | Lawrence Dermer                                                 | 3:39     |  |
| 6.               | «Quiero amarte»               | Thalía                                          | Lawrence Dermer · Robin Dermer                                  | 3:30     |  |
| 7.               | «Suerte en mí»                | Thalía                                          | Emilio Estefan · Lawrence Dermer                                | 4:15     |  |
| 8.               | «Menta y canela»              | Thalía                                          | Pérez Prado                                                     | 3:47     |  |
| 9.               | «Tumba la casa»               | Thalía                                          | Thalía · Lawrence Dermer · Luis Tineo · Norberto Cotto          | 4:26     |  |
| 10.              | «Pata Pata»                   | Edgardo Franco                                  | Edgardo Franco · Miriam Makeba · Jerry Ragovoy                  | 4:39     |  |
| 11.              | «Siempre hay cariño»          | Angie Chirino · Emilio Estefan · Roberto Blades | Angie Chirino · Emilio Estefan · Roberto Blades                 | 3:10     |  |
| 12.              | «Rosalinda»                   | Kike Santander                                  | Kike Santander                                                  | 3:52     |  |
| 48:32            |                               |                                                 |                                                                 |          |  |

| Relanzamiento - Bonus tracks |                                                       |                       |                                                                         |          |  |
| N.º                          | Título                                                | Letras                | Música                                                                  | Duración |  |
| 13.                          | «Arrasando» (Versión Banda)                           | Thalía                | Thalía · Emilio Estefan · Lawrence Dermer · Robin Dermer                | 3:58     |  |
| 14.                          | «Entre el mar y una estrella» (Pablo Flores Club Mix) | Marco Flores          | Marco Flores                                                            | 10:50    |  |
| 15.                          | «Entre el mar y una estrella/Arrasando» (Medley)      | Thalía · Marco Flores | Thalía · Emilio Estefan · Lawrence Dermer · Marco Flores · Robin Dermer | 4:04     |  |
| 68:50                        |                                                       |                       |                                                                         |          |  |

## Historial de lanzamientos
| Año  | Tipo             | Discográfica           | Número de catálogo | Ref.            |
| ---- | ---------------- | ---------------------- | ------------------ | --------------- |
| 2000 | CD               | EMI International      | 5262322            | [ 7 ]           |
| 2000 | Casete           | EMI International      | 26232              | [ 7 ]           |
| 2000 | CD               | EMI México             | 7243 5 26232 2 8   | [ 143 ] [ 144 ] |
| 2000 | CD               | EMI Canada             | B00004SQXB         | [ 145 ]         |
| 2001 | CD               | EMI / Capitol Europe   | 7243 879559 2 9    | [ 146 ]         |
| 2001 | Casete           | EMI Ukranie            | 879559 2           | [ 4 ]           |
| 2004 | Descarga digital | Capitol Latin          | B001J5KB2C         | [ 147 ] [ 148 ] |
| 2005 | CD               | EMI United States (US) | H2 0946 3 40189 20 | [ 149 ]         |

## Créditos y personal

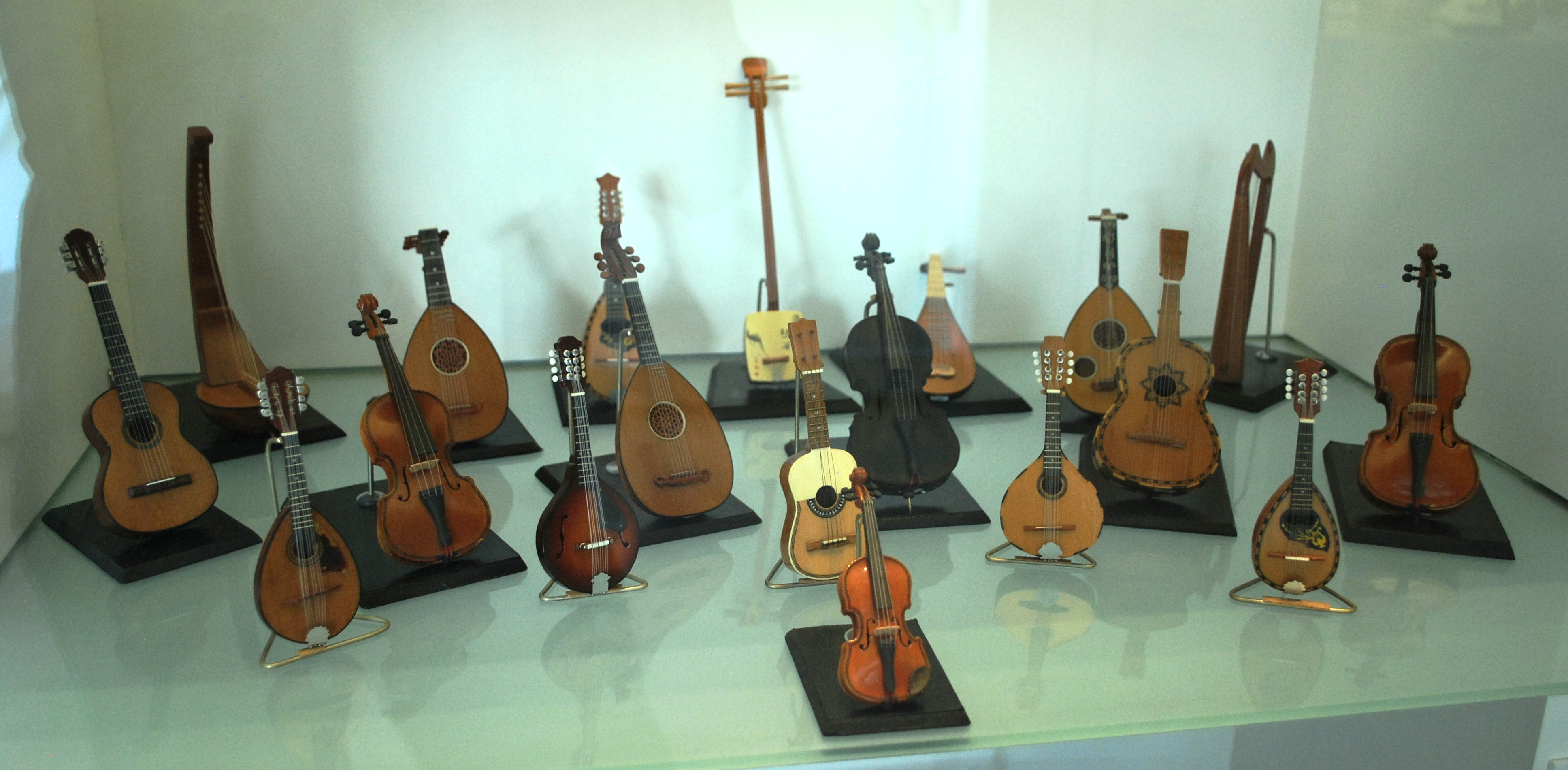
Durante la producción se utilizaron tanto instrumentos de viento como de cuerdas

| - Thalía - Productora creativa, coescritora, voz. - Emilio Estefan - Productor, director. - Lawrence Dermer - Productor, arreglista, programador, teclados, voz (de fondo). - Freddy Piñero, Jr. - Arreglista, programador, ingeniero. - Marco Flores - Productor, arreglista, voz (de fondo). - José Antonio Molina - Director, arreglista, orquestación. - Herman «Teddy» Mulet - Trombón, trompeta, arreglista. - Roberto Blades - Arreglista, voz (de fondo). - Daniel Betancourt - Programador, secuenciación. - Sal Cuevas - Claves. - Dana Teboe - Trombón. - Bob Ludwig - Masterización. - Saxofón barítono: - Ed Calle, Tom Timko, Kenny Anderson (Saxofón tenor). - Saxofón alto: - Ed Calle, Tom Timko. - Violín: - Mariusz Wojtowica, Gennady Aronin, Carol Cole, Gustavo Correa, Sania Derevianko, John DiPuccio, Joan Faigen, Mei Mei Luo, Tina Marie, Gary Miller, Robert Rozek, Leonid Sigal. | - Violonchelo: - David Cole, Ross Harbaugh, Claudio Jaffe, Susan Moyer. - Ingenieros: - Gustavo Celis, Charles Dye, Joel Numa, Eric Schilling, Ron Taylor, J.C. Ulloa, Rob Williams. - Asistente de ingeniería: - Ed Williams, Chris Wiggins, Ken Theis, Joe Sánchez, Mike Rivera, Tony Mardini, Fabián Marasciullo, Jorge González, Alfred Figueroa, Gustavo Bonnet, Ricky Blanco, Steve Menezes, Macerlo Añex, Joel Someillan. - Voz de fondo: - Angie Chirino, Jennifer Karr, Willy Pérez Feria, Lena Pérez, Rachel Perry. - Mezcladores: - Javier Garza, Sebastián Krys. - Coordinadores: Kevin Dillon, Steve Menezes. - Percusionistas: - Daniel López, Archie Pena. - Guitarra: - Joel Someillan, Manny López. |

Fuentes: Allmusic y MSN.